# Эшгаю, Рикарду
Рика́рду де Со́уза Эшга́ю (порт. Ricardo de Sousa Esgaio; род. 16 мая 1993 года в Назаре, Португалия) — португальский футболист, защитник клуба «Спортинг». Участник Олимпийских игр 2016 года в Рио-де-Жанейро.

## Клубная карьера
Эшгаю — воспитанник клуба «Спортинг». 7 декабря 2012 года в матче Лиги Европы против венгерского «Видеотона» он дебютировал за лиссабонскую команду. 5 января 2013 года в матче против «Пасуш де Феррейра» Рикарду дебютировал в Сангриш лиге.
В начале 2015 года для получения игровой практики Эшгаю на правах аренды перешёл в клуб «Академика». 1 февраля в поединке против «Маритиму» он дебютировал за новую команду. По окончании аренды Рикарду вернулся в «Спортинг».
Летом 2017 года Эшгаю перешёл в «Брагу». 9 августа в матче против столичной «Бенфики» он дебютировал за новую команду. 20 августа в поединке против «Авеша» Рикарду забил свой первый гол за «Брагу».
3 июля 2021 года вернулся в «Спортинг» и подписал 5-летний контракт.

## Международная карьера
В 2013 году в составе молодёжной команды Эшгаю принял участие в молодёжном чемпионате мира в Турции. На турнире он сыграл в матчах против сборных Северной Кореи, Нигерии и Ганы.
В 2015 году в составе молодёжной сборной Португалии Рикарду завоевал серебряные медали молодёжного чемпионата Европы в Чехии. На турнире он сыграл в матчах против сборных Англии, Италии, Германии и дважды Швеции.
В 2016 году Эшгаю в составе олимпийской сборной Португалии принял участие в Олимпийских играх в Рио-де-Жанейро. На турнире он сыграл в матчах против команд Аргентины, Гондураса, Алжира и Германии.

## Достижения
«Спортинг»
- Чемпион Португалии (2): 2023/24, 2024/25
- Обладатель Кубка Португалии (2): 2014/15, 2024/25
- Обладатель Кубка португальской лиги: 2021/22
- Обладатель Суперкубка Португалии: 2021

«Брага»
- Обладатель Кубка Португалии: 2020/21
- Обладатель Кубка португальской лиги: 2019/20

Португалия (до 20 лет)
- Серебряный призёр молодёжного чемпионата Европы: 2015